# 1919 az irodalomban
Az 1919. év az irodalomban.

## Megjelent új művek

### Próza
- Sherwood Anderson: Winesburg, Ohio (elbeszélések)
- Jean Cocteau prózai műve: Le Potomak, „végeredményben játékos ötletek tarka gyűldéje, valahol a dadaizmus és a szürrealizmus között…”[1]
- André Gide: Pásztorének (La Symphonie pastorale), kisregény
- Hermann Hesse regénye: Demian
- Jerome K. Jerome angol író regénye:All Roads Lead to Calvary (Minden út a kálváriára vezet)
- Franz Kafka elbeszélése: A büntetőtelepen (In der Strafkolonie)
- Sinclair Lewis regénye: Free Air (Benzinkút)
- Thomas Mann: Herr und Hund (Úr és kutya)
- William Somerset Maugham: The Moon and Sixpence (Az ördög [és] sarkantyúja); a regényt Paul Gauguin életének eseményei ihlették
- Marcel Proust: Az eltűnt idő nyomában (À la recherche du temps perdu) második kötete: À l'Ombre des jeunes filles en fleurs (Bimbózó lányok árnyékában)
- Romain Rolland regénye: Colas Breugnon
- Virginia Woolf regénye: Night and Day (Éjre nap)

### Költészet
- André Breton francia író, költő első verseskötete: Mont de piété (Zálogház)
- Blaise Cendrars: Dix-neuf poèmes élastiques (Tizenkilenc elasztikus költemény)
- Jean Cocteau verseskötete: Le Cap de Bonne-Espérance (A jóreménység foka)
- Pierre Reverdy kötete: La Guitare endormie
- Leopold Staff verseskötete: Ścieżki polne (Mezei ösvények)

### Dráma
- Bertolt Brecht drámája: Dobszó az éjszakában (Trommeln in der Nacht)[2]
- Georg Kaiser színműve: Der Brand im Opernhaus (Tűzvész az Operában)[3]
- Luigi Pirandello színműve: Az ember, az állat és az erény (L'uomo, la bestia e la virtù)

### Magyar irodalom
- Herczeg Ferenc regénye: Az élet kapuja
- Szabó Dezső regénye: Az elsodort falu
- Szép Ernő regénye: Lila akác

## Születések
- január 1. – J. D. Salinger prózaíró, a Rozsban a fogó (2015 előtti magyar címén Zabhegyező) (The Catcher in the Rye) című regényével vált világhírűvé. 1965-től kezdve nem publikált († 2010)
- május 18. – Jánosy István író, költő, műfordító, pedagógus, evangélikus lelkész († 2006)
- május 21. – Fehér Klára magyar író († 1996)
- július 15. – Iris Murdoch brit írónő és filozófus († 1999)
- október 22. – Doris Lessing Nobel-díjas (2007) brit író († 2013)

## Halálozások
- január 27. – Ady Endre, a 20. század egyik legjelentősebb magyar költője (* 1877)
- május 26. – Gozsdu Elek író, drámaíró (* 1849)
- július 16. – Berczik Árpád novellista, színműíró (* 1842)
- szeptember 11. – Csáth Géza író, orvos, pszichiáter, pszichoanalitikus, zenekritikus (* 1887)
- szeptember 12. – Leonyid Nyikolajevics Andrejev orosz próza- és drámaíró (* 1871)
- október 13. – Karl Adolph Gjellerup Nobel-díjas (Henrik Pontoppidannal megosztva, 1917) dán költő, regényíró (* 1857)